# Eleições autárquicas portuguesas de 1985 na Madeira
| Eleições autárquicas portuguesas de 1985 Distritos: Aveiro \| Beja \| Braga \| Bragança \| Castelo Branco \| Coimbra \| Évora \| Faro \| Guarda \| Leiria \| Lisboa \| Portalegre \| Porto \| Santarém \| Setúbal \| Viana do Castelo \| Vila Real \| Viseu \| Açores \| Madeira |

## Resultados por concelho
Os resultados nos concelhos da Região Autónoma da Madeira foram os seguintes:

### Calheta
| Partido                 | Partido                   | Votos | %               | +/-   | Vereadores | +/-     |
| ----------------------- | ------------------------- | ----- | --------------- | ----- | ---------- | ------- |
|                         | Partido Social Democrata  | 3 839 | 67,71 / 100,00  | 2,14  | 4 / 5      | Estável |
|                         | Centro Democrático Social | 911   | 16,07 / 100,00  | 5,50  | 1 / 5      | Estável |
|                         | Partido Socialista        | 646   | 11,39 / 100,00  | 5,36  | 0 / 5      | Estável |
|                         | Aliança Povo Unido        | 74    | 1,31 / 100,00   | 0,82  | 0 / 5      | Estável |
|                         | União Democrática Popular | 32    | 0,56 / 100,00   | 0,83  | 0 / 5      | Estável |
| Votos Inválidos         | Votos Inválidos           | 178   | 2,97 / 100,00   | 0,35  |            |         |
| Total                   | Total                     | 5 670 | 100,00 / 100,00 |       | 5 / 5      |         |
| Eleitorado/Participação | Eleitorado/Participação   | 9 085 | 62,41 / 100,00  | 11,86 |            |         |

### Câmara de Lobos
| Partido                 | Partido                   | Votos  | %               | +/-   | Vereadores | +/-     |
| ----------------------- | ------------------------- | ------ | --------------- | ----- | ---------- | ------- |
|                         | Partido Social Democrata  | 7 415  | 78,27 / 100,00  | 5,83  | 7 / 7      | 1       |
|                         | Partido Socialista        | 802    | 8,47 / 100,00   | 4,82  | 0 / 7      | 1       |
|                         | Centro Democrático Social | 438    | 4,62 / 100,00   | 1,94  | 0 / 7      | Estável |
|                         | União Democrática Popular | 302    | 3,19 / 100,00   | 1,25  | 0 / 7      | Estável |
|                         | Aliança Povo Unido        | 135    | 1,42 / 100,00   | 0,42  | 0 / 7      | Estável |
|                         | PCTP/MRPP                 | 83     | 0,88 / 100,00   | -     | 0 / 7      | -       |
| Votos Inválidos         | Votos Inválidos           | 299    | 3,16 / 100,00   | 0,77  |            |         |
| Total                   | Total                     | 9 474  | 100,00 / 100,00 |       | 7 / 7      |         |
| Eleitorado/Participação | Eleitorado/Participação   | 17 274 | 54,85 / 100,00  | 11,05 |            |         |

### Funchal
| Partido                 | Partido                       | Votos  | %               | +/-   | Vereadores | +/-     |
| ----------------------- | ----------------------------- | ------ | --------------- | ----- | ---------- | ------- |
|                         | Partido Social Democrata      | 24 116 | 56,62 / 100,00  | 10,14 | 7 / 9      | 2       |
|                         | Partido Socialista            | 7 761  | 18,22 / 100,00  | 17,89 | 2 / 9      | 2       |
|                         | Partido Renovador Democrático | 2 969  | 6,97 / 100,00   | Novo  | 0 / 9      | Novo    |
|                         | Centro Democrático Social     | 2 816  | 6,61 / 100,00   | 0,98  | 0 / 9      | Estável |
|                         | União Democrática Popular     | 1 698  | 3,99 / 100,00   | 1,41  | 0 / 9      | Estável |
|                         | Aliança Povo Unido            | 1 606  | 3,77 / 100,00   | 0,22  | 0 / 9      | Estável |
|                         | PCTP/MRPP                     | 345    | 0,81 / 100,00   | -     | 0 / 9      | -       |
| Votos Inválidos         | Votos Inválidos               | 1 281  | 3,01 / 100,00   | 0,23  |            |         |
| Total                   | Total                         | 42 592 | 100,00 / 100,00 |       | 9 / 9      |         |
| Eleitorado/Participação | Eleitorado/Participação       | 82 532 | 51,61 / 100,00  | 12,63 |            |         |

### Machico
| Partido                 | Partido                   | Votos  | %               | +/-  | Vereadores | +/-     |
| ----------------------- | ------------------------- | ------ | --------------- | ---- | ---------- | ------- |
|                         | Partido Social Democrata  | 4 949  | 49,37 / 100,00  | 4,82 | 4 / 7      | Estável |
|                         | União Democrática Popular | 4 424  | 44,13 / 100,00  | 9,97 | 3 / 7      | Estável |
|                         | Aliança Povo Unido        | 191    | 1,91 / 100,00   | 0,59 | 0 / 7      | Estável |
|                         | Centro Democrático Social | 152    | 1,52 / 100,00   | 1,18 | 0 / 7      | Estável |
|                         | Partido Socialista        | 142    | 1,42 / 100,00   | 2,67 | 0 / 7      | Estável |
| Votos Inválidos         | Votos Inválidos           | 167    | 1,67 / 100,00   | 1,87 |            |         |
| Total                   | Total                     | 10 025 | 100,00 / 100,00 |      | 7 / 7      |         |
| Eleitorado/Participação | Eleitorado/Participação   | 14 965 | 66,99 / 100,00  | 7,68 |            |         |

### Ponta do Sol
| Partido                 | Partido                   | Votos | %               | +/-   | Vereadores | +/-     |
| ----------------------- | ------------------------- | ----- | --------------- | ----- | ---------- | ------- |
|                         | Partido Social Democrata  | 3 061 | 74,39 / 100,00  | 3,73  | 5 / 5      | 1       |
|                         | Centro Democrático Social | 590   | 14,34 / 100,00  | 7,87  | 0 / 5      | 1       |
|                         | Partido Socialista        | 271   | 6,59 / 100,00   | 3,96  | 0 / 5      | Estável |
|                         | Aliança Povo Unido        | 59    | 1,43 / 100,00   | 0,02  | 0 / 5      | Estável |
|                         | União Democrática Popular | 38    | 0,92 / 100,00   | 0,13  | 0 / 5      | Estável |
| Votos Inválidos         | Votos Inválidos           | 96    | 2,34 / 100,00   | 0,08  |            |         |
| Total                   | Total                     | 4 115 | 100,00 / 100,00 |       | 5 / 5      |         |
| Eleitorado/Participação | Eleitorado/Participação   | 6 096 | 67,50 / 100,00  | 10,45 |            |         |

### Porto Moniz
| Partido                 | Partido                   | Votos | %               | +/-   | Vereadores | +/-     |
| ----------------------- | ------------------------- | ----- | --------------- | ----- | ---------- | ------- |
|                         | Partido Social Democrata  | 1 362 | 68,10 / 100,00  | 15,82 | 4 / 5      | 1       |
|                         | Centro Democrático Social | 411   | 20,55 / 100,00  | 21,62 | 1 / 5      | 1       |
|                         | Partido Socialista        | 120   | 6,00 / 100,00   | 3,01  | 0 / 5      | Estável |
|                         | Aliança Povo Unido        | 30    | 1,50 / 100,00   | 1,41  | 0 / 5      | Estável |
|                         | União Democrática Popular | 5     | 0,25 / 100,00   | -     | 0 / 5      | -       |
| Votos Inválidos         | Votos Inválidos           | 72    | 3,60 / 100,00   | 1,14  |            |         |
| Total                   | Total                     | 2 000 | 100,00 / 100,00 |       | 5 / 5      |         |
| Eleitorado/Participação | Eleitorado/Participação   | 2 754 | 72,62 / 100,00  | 6,07  |            |         |

### Porto Santo
| Partido                 | Partido                  | Votos | %               | +/-   | Vereadores | +/-     |
| ----------------------- | ------------------------ | ----- | --------------- | ----- | ---------- | ------- |
|                         | Partido Social Democrata | 1 370 | 65,74 / 100,00  | 13,77 | 4 / 5      | 1       |
|                         | Partido Socialista       | 642   | 30,81 / 100,00  | 8,30  | 1 / 5      | 1       |
|                         | Aliança Povo Unido       | 10    | 0,48 / 100,00   | 0,09  | 0 / 5      | Estável |
| Votos Inválidos         | Votos Inválidos          | 62    | 2,97 / 100,00   | 0,23  |            |         |
| Total                   | Total                    | 2 084 | 100,00 / 100,00 |       | 5 / 5      |         |
| Eleitorado/Participação | Eleitorado/Participação  | 2 973 | 70,10 / 100,00  | 12,40 |            |         |

### Ribeira Brava
| Partido                 | Partido                   | Votos | %               | +/-  | Vereadores | +/-     |
| ----------------------- | ------------------------- | ----- | --------------- | ---- | ---------- | ------- |
|                         | Partido Social Democrata  | 3 858 | 76,21 / 100,00  | 0,06 | 5 / 5      | Estável |
|                         | Partido Socialista        | 430   | 8,49 / 100,00   | 0,96 | 0 / 5      | Estável |
|                         | Centro Democrático Social | 374   | 7,39 / 100,00   | 1,24 | 0 / 5      | Estável |
|                         | União Democrática Popular | 104   | 2,05 / 100,00   | 1,21 | 0 / 5      | Estável |
|                         | Aliança Povo Unido        | 83    | 1,64 / 100,00   | 0,40 | 0 / 5      | Estável |
| Votos Inválidos         | Votos Inválidos           | 213   | 4,21 / 100,00   | 1,05 |            |         |
| Total                   | Total                     | 5 062 | 100,00 / 100,00 |      | 5 / 5      |         |
| Eleitorado/Participação | Eleitorado/Participação   | 8 801 | 57,52 / 100,00  | 9,48 |            |         |

### Santa Cruz
| Partido                 | Partido                   | Votos  | %               | +/-  | Vereadores | +/-     |
| ----------------------- | ------------------------- | ------ | --------------- | ---- | ---------- | ------- |
|                         | Partido Social Democrata  | 7 903  | 70,56 / 100,00  | 7,00 | 6 / 7      | Estável |
|                         | Partido Socialista        | 1 534  | 13,70 / 100,00  | 3,27 | 1 / 7      | Estável |
|                         | Aliança Povo Unido        | 815    | 7,28 / 100,00   | 1,67 | 0 / 7      | Estável |
|                         | Centro Democrático Social | 421    | 3,76 / 100,00   | 2,77 | 0 / 7      | Estável |
|                         | União Democrática Popular | 193    | 1,72 / 100,00   | 1,20 | 0 / 7      | Estável |
| Votos Inválidos         | Votos Inválidos           | 335    | 2,99 / 100,00   | 1,42 |            |         |
| Total                   | Total                     | 11 201 | 100,00 / 100,00 |      | 7 / 7      |         |
| Eleitorado/Participação | Eleitorado/Participação   | 16 485 | 67,95 / 100,00  | 5,45 |            |         |

### Santana
| Partido                 | Partido                   | Votos | %               | +/-   | Vereadores | +/-     |
| ----------------------- | ------------------------- | ----- | --------------- | ----- | ---------- | ------- |
|                         | Partido Social Democrata  | 2 941 | 58,09 / 100,00  | 16,98 | 3 / 5      | 2       |
|                         | Centro Democrático Social | 1 680 | 33,18 / 100,00  | 23,43 | 2 / 5      | 2       |
|                         | Partido Socialista        | 144   | 2,84 / 100,00   | 7,20  | 0 / 5      | Estável |
|                         | União Democrática Popular | 77    | 1,52 / 100,00   | 0,71  | 0 / 5      | Estável |
|                         | Aliança Povo Unido        | 48    | 0,95 / 100,00   | 0,30  | 0 / 5      | Estável |
| Votos Inválidos         | Votos Inválidos           | 173   | 3,41 / 100,00   | 0,27  |            |         |
| Total                   | Total                     | 5 063 | 100,00 / 100,00 |       | 5 / 5      |         |
| Eleitorado/Participação | Eleitorado/Participação   | 7 563 | 66,94 / 100,00  | 3,03  |            |         |

### São Vicente
| Partido                 | Partido                       | Votos | %               | +/-  | Vereadores | +/-     |
| ----------------------- | ----------------------------- | ----- | --------------- | ---- | ---------- | ------- |
|                         | Partido Social Democrata      | 1 669 | 51,59 / 100,00  | 4,42 | 3 / 5      | 1       |
|                         | Centro Democrático Social     | 875   | 27,05 / 100,00  | 5,17 | 2 / 5      | 1       |
|                         | Partido Socialista            | 297   | 9,18 / 100,00   | 3,66 | 0 / 5      | Estável |
|                         | Partido Renovador Democrático | 180   | 5,56 / 100,00   | Novo | 0 / 5      | Novo    |
|                         | Aliança Povo Unido            | 51    | 1,58 / 100,00   | 0,08 | 0 / 5      | Estável |
|                         | União Democrática Popular     | 38    | 1,17 / 100,00   | 0,35 | 0 / 5      | Estável |
| Votos Inválidos         | Votos Inválidos               | 125   | 3,87 / 100,00   | 2,22 |            |         |
| Total                   | Total                         | 3 235 | 100,00 / 100,00 |      | 5 / 5      |         |
| Eleitorado/Participação | Eleitorado/Participação       | 5 601 | 57,76 / 100,00  | 9,60 |            |         |